# Marie Raschke

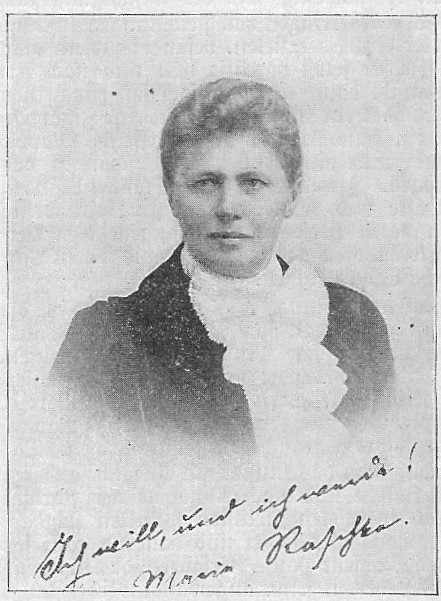
Marie Raschke

Marie Alwine Ottilie Raschke (* 29. Januar 1850 in Gaffert, Kreis Stolp; † 15. März 1935 in Berlin) war eine der führenden Juristinnen der deutschen Frauenbewegung und zugleich eine der ersten deutschen Juristinnen überhaupt.

## Leben
Sie war Tochter des pommerschen Rittergutsbesitzers Johann Raschke und dessen Frau Johanna, geborene Piepkorn. 1879 musste sie aus wirtschaftlichen Gründen nach Berlin gehen, nachdem sie zuvor auf dem elterlichen Gut gelebt hatte. Das Lehrerinnenexamen bestand sie im Jahr 1880 und arbeitete bis 1899 als Lehrerin an einer höheren Mädchenschule. 1889 gründete sie den Verein Berliner Volksschullehrerinnen.
Sie war in der Frauenbewegung engagiert und saß gemeinsam mit Minna Cauer, Marie Stritt und Cäcilie Dose in der Rechtskommission des Bundes Deutscher Frauenvereine. Angesichts des noch in Planung befindlichen Bürgerlichen Gesetzbuchs verfasste Raschke „Die Frau im neuen bürgerlichen Gesetzbuch“, mit der der BDF 1895 eine Petition an den Reichstag begründete. So hoffte der BDF, frauendiskriminierende und patriarchalische Passagen im Familienrecht zu verhindern. 1896 veröffentlichte Raschke die Schrift "Das deutsche Recht und das vierte Gebot", in welcher sie für ein stärkeres Band zwischen dem nichtehelichen Kind und seinem Vater plädierte. Am Inkrafttreten des unveränderten BGB zum Januar 1900 änderte sich jedoch nichts. Ab 1896 war sie in Berlin Gasthörerin in den Rechtswissenschaften, womit sie zu den ersten Frauen gehörte, die auf diese Weise Jura studierten. Angesichts von Hürden und Einschränkungen gründete Raschke mit Anita Augspurg 1896 den Verein für Frauenstudium, der zwei Jahre später aufgelöst und als Verein Frauenbildung-Frauenstudium neugegründet wurde. Frauen waren bis 1908/09 zu einem universitären Studium in Deutschland nicht zugelassen und konnten in Deutschland nicht die juristischen Staatsexamina ablegen, demzufolge auch keine Berufsberechtigung für die juristische Berufspraxis in der Verwaltung und in der Justiz erwerben.
Universitäre Abschlüsse in Jura waren für deutsche Frauen vor der Jahrhundertwende nur in der Schweiz möglich, 1887 promovierte Emilie Kempin-Spyri dort als erste Schweizerin. Auch Raschke schloss ihr Studium 1899 an der Universität Bern ab und wurde zum dogmatischen Problem des „dolus“ im gemeinen Recht und der arglistigen Täuschung im BGB mit der Note „magna cum laude“ promoviert. Ihre Dissertation wurde in den Rechts- und Staatswissenschaftlichen Studien von Dr. Emil Ebeling als Heft VI veröffentlicht. Raschkes bereits 1897 erklärtes Ziel ihres juristischen Studiums war es, ein neues Lehrfach „Rechtskunde“ oder auch „Gesetzeskunde“ als Schulfach zu etablieren. Entsprechende Kenntnisse wurden damals nicht in der Lehrerausbildung vermittelt.
Sie wurde 1900 Mitglied der Juristischen Gesellschaft zu Berlin. Unter Leitung von Raschke schlossen sich 1900 acht deutsche Rechtsschutzvereine, welche auf Anregung von Marie Stritt entstanden waren, zur „Centralstelle deutscher Rechtsschutzstellen für Frauen“ zusammen – die Centralstelle verlor jedoch wenige Jahre darauf an Bedeutung und wurde von einem anderen Verband überflügelt. Raschke gab 1900 bis 1902 die „Zeitschrift für populäre Rechtskunde“ heraus und gewann etwa Josef Kohler und Paul Mühsam als Gastautoren. Daraus entstanden später weitere Schriftenreihen: „Rechtsbücher für das deutsche Volk“ in sieben Bänden sowie „Populäre Rechtskatechismen“ in neun Bänden. 1904 wurde sie Mitglied des Deutschen Juristentags. Sie vertrat auch ohne die erforderliche Zulassung als Anwältin Mandantinnen vor Gericht und bot Rechtskurse an.
1908 wurde sie Aufsichtsratsvorsitzende der Frauenbank und zugleich Schriftleiterin der Zeitschrift „Frauenkapital“ (bis 1915). 1914 war sie mit Margarete Berent und Marie Munk Gründungsmitglied im Deutschen Juristinnen-Verein.